# Michael Adam (Politiker)
Michael Adam (* 9. Dezember 1984 in Zwiesel) ist ein deutscher Politiker (SPD). Er war vom 1. Dezember 2011 bis 30. November 2017 Landrat des Landkreises Regen und vorher von 1. Mai 2008 bis 30. November 2011 Bürgermeister des Marktes Bodenmais. Am 8. Oktober 2023 wurde er erneut zum Bürgermeister von Bodenmais gewählt.

## Politische Karriere
Adam stammt aus einer sozialdemokratischen Familie. Er selbst ist seit Dezember 2004 Mitglied der SPD und bekleidete diverse politische Ämter: Unter anderem war er Vorsitzender des Juso-Unterbezirks Regen, Vorsitzender des Juso-Bezirksverbands Niederbayern, Vorsitzender des SPD-Ortsvereins Bodenmais, Vorsitzender des SPD-Bezirksvorstands Niederbayern, Mitglied des SPD-Landesvorstands Bayern und stellvertretender Vorsitzender des SPD-Unterbezirks Regen sowie Mitglied des bayerischen Schwuso-Landesvorstands.

### Kommunalwahl 2008
Zu den Kommunalwahlen 2008 war der Markt Bodenmais im Bayerischen Wald mit den der Gemeinde nahestehenden Organisationen in einer prekären finanziellen Situation und stand kurz vor der Zwangsverwaltung. In dieser Situation trat Adam gegen den seit 18 Jahren amtierenden CSU-Politiker Fritz Wühr an und erhielt in der Stichwahl am 16. März 2008 56 % der Stimmen. Adam geriet kurz vor der Stichwahl in den Fokus deutscher und österreichischer Medien. Im Wahlkampf wurde nur der erste Aspekt thematisiert, andere einzelne Versuche scheiterten am Unwillen der Bevölkerung. In schwulen Medien wurde seine Wahl über Deutschland hinaus thematisiert. Adam wurde von einigen als ein Symbol des Wandels in Bayern interpretiert; die CSU könne nicht mehr „alle Lebensstile in sich aufsaugen […] und an sich binden“.
Als er am 1. Mai 2008 das Amt als Bürgermeister der Gemeinde Bodenmais antrat, war er mit 23 Jahren der jüngste amtierende Bürgermeister Deutschlands und der jüngste bayerische Bürgermeister überhaupt.
Bei der Kommunalwahl im März 2008 wurde Adam auch in den Kreistag des Landkreises Regen gewählt.

### Bundestagswahl 2009
Nach Rückzug des Frauenauer Bürgermeisters Herbert Schreiner wurde Adam am 25. Oktober 2008 von der SPD-Wahlkreiskonferenz Straubing als Kandidat für die Bundestagswahl 2009 in Wahlkreis Straubing nominiert und stand bei seiner Erstkandidatur an vorletzter Stelle der Landesliste. Er erreichte ein Ergebnis von 22,4 %, sein Gegenkandidat Ernst Hinsken (CSU) erreichte 55,4 %. Adam kündigte an, sich weiterhin um ein Bundestagsmandat zu bemühen.

### Landratswahl 2011
Im August 2011 kündigte Adam nach dem Tod des Regener Landrats Heinz Wölfl an, sich als SPD-Kandidat für das Amt aufstellen zu lassen. Bei der Landratswahl am 13. November 2011 erreichte Adam 42,66 % der Stimmen und somit die meisten aller fünf Kandidaten. Bei der Stichwahl am 27. November 2011 wurde er mit 57,32 % zum jüngsten Landrat Deutschlands gewählt.

### Landratswahl 2017
Am 17. März 2017 gab Adam in einer Pressemitteilung bekannt, bei der Landratswahl am 24. September 2017 nicht mehr anzutreten. Dies geschehe, damit er sein nicht abgeschlossenes Studium wieder aufnehmen könne. Adam schied zum 1. Dezember 2017 aus seinem Amt. Seine gewählte Nachfolgerin ist Rita Röhrl, ebenfalls SPD.

### Erfolge
Adam gelang es, in seiner Amtszeit als Landrat wichtige Projekte im Landkreis voranzubringen:
- Planung und Bau des ersten Abschnitts der Umgehungsstraße für Kirchberg im Wald,
- Gründung einer Kreisentwicklungsgesellschaft,
- Fortführung der Regener Eishalle,
- Erweiterung der Kreiskrankenhäuser um ein medizinisches Versorgungszentrum und
- Wiederbetrieb der Geburtenstation in Zwiesel.

## Kontroversen

### Kritik an der Führung der bayerischen SPD 2012
Im November 2012 kritisierte Adam im Internet die Führung der bayerischen SPD, insbesondere deren Vorsitzenden Florian Pronold, und den SPD-Landesverband. Markus Rinderspacher wies diese Kritik energisch zurück. Adam hielt hingegen inhaltlich an seinen Äußerungen fest, bedauerte jedoch, dass sie an die Öffentlichkeit drangen.

### Bundestagswahl 2013
Adam erregte innerparteiliche und mediale Aufmerksamkeit, als er im September 2013 erklärte, er habe bei der aktuellen Bundestagswahl seine Zweitstimme der CSU gegeben, weil die bayerische SPD-Führung ein „verheerendes Bild“ abgebe und er die führenden Köpfe der Landesliste „persönlich für nicht wählbar“ halte. Er habe ein Zeichen setzen wollen.

### Privatnutzung des Dienstzimmers für intime Treffen
Im November 2013 sorgte ein Artikel einer bundesweiten Boulevard-Zeitung für Aufsehen, in dem über intime Treffen des Landrats in seinem Dienstzimmer berichtet wurde. Dies und weitere Treffen sowohl im Landratsamt Regen als auch zu seiner Amtszeit als Bürgermeister im Rathaus von Bodenmais räumte Adam ein (insgesamt sechs sexuelle Kontakte in den beiden Dienstgebäuden), ebenso die Einnahme eines verschreibungspflichtigen Medikaments in diesem Zusammenhang. Adam betonte, sein Handeln sei nicht rechtlich verboten gewesen. Der Regierungspräsident von Niederbayern sah keine Veranlassung, dienstrechtliche Schritte einzuleiten. Aus Kreisen der SPD des Landkreises wurde Adam empfohlen, vorzeitig zur Kommunalwahl im März 2014 anzutreten, was dieser ablehnte. Ebenfalls diskutiert wurde in diesem Zusammenhang, ob das Bekanntwerden seiner Treffen durch die häufige und in der Wortwahl deutliche Nutzung sozialer Netzwerke Adams ausgelöst wurde. Ende November 2013 stellte Adam die Nutzung sozialer Netzwerke ein, im Februar 2015 wurden von ihm zu einer Personalangelegenheit des Naturparks Bayerischer Wald wiederum sprachlich deutliche Meldungen in diesen Medien veröffentlicht.

### MitgliedschaftBürgerbewegung zum Schutz des bayerischen Waldes e. V.
Im Juli 2014 trat Adam der Bürgerbewegung zum Schutz des bayerischen Waldes e. V. bei, die seit Jahren den Nationalpark Bayerischer Wald, insbesondere dessen Führung, massiv angreift. In den Nationalpark-Kommunen löste Adams Mitgliedschaft Unmut aus, denn zu diesem Zeitpunkt war er Präsident des Tourismusverbandes Ostbayern und auch Vorsitzender des kommunalen Nationalpark-Ausschusses. Adam rechtfertigte seinen Vereinsbeitritt mit seiner Sorge um den Hochlagenwald, der durch die Nationalparkverwaltung nur ungenügend geschützt werde. Er beantragte beim bayerischen Landtag und zuständigen Umweltminister eine dementsprechende Änderung der Nationalparkverordnung. Der Regener Kreisrat monierte, Adams Anträge seien nicht mit dem kommunalen Nationalpark-Ausschuss abgesprochen gewesen.

### Aufnahmestopp für Asylbewerber
Der von Adam im Juli 2015 verhängte Aufnahmestopp für Asylbewerber im Landkreis Regen wurde überregional in Medien berichtet. Den Aufnahmestopp begründete Adam mit einer Empfehlung der bayerischen Staatsregierung, wonach nur ein Prozent der Bevölkerung Asylbewerber sein sollten und dies im Landkreis Regen bereits überschritten sei. Sollten weitere Asylbewerber durch den Staat an den Landkreis Regen zugewiesen werden, so werde Adam „einen Reisebus bestellen und die Menschen auf das Gelände des Landtags verbringen lassen“.
Einen Tag später erklärten das bayerische Sozialministerium als auch die Regierung von Niederbayern den von Adam erlassenen Aufnahmestopp für unzulässig.

### Alkoholprobleme 2016
Im September 2016 gestand Adam während eines Kuraufenthalts Alkoholprobleme ein und kündigte an, zukünftig auf Alkohol zu verzichten. In einer Erklärung verwies er auf Probleme bei der Ausübung des Amtes als Landrat: Wenig Freizeit, wenig Schlaf und neben Alkohol auch Nikotin, Medikamente und unregelmäßige und schlechte Ernährung. Physisch resultiere dies in Diabetes, psychisch sei ein Zeitproblem für eine emotionale Reifung entstanden; er müsse seine Arbeit und sein Tun nun distanzierter und kritischer betrachten.

## Privates
Adam wurde zusammen mit seiner Zwillingsschwester als Kind einer zahnärztlichen Assistentin und eines Schweißers geboren. Ab September 1990 besuchte er die Grundschule Bodenmais und wechselte 1994 auf das Gymnasium Zwiesel, wo er 2004 mit dem Abitur abschloss. Mit 17 Jahren bekundete er, Bundeskanzler werden zu wollen, im Alter von 18 Jahren hatte er sein Coming-out gegenüber seinen Eltern. Von Juli 2004 bis März 2005 leistete er seinen Wehrersatzdienst in der Silberbergklinik Bodenmais, wo er unter anderem alleinreisende Kinder und Jugendliche während ihres mehrwöchigen Kuraufenthaltes betreute. Zum Wintersemester 2005 nahm Adam an der Universität Regensburg ein Studium der Politikwissenschaft und Volkswirtschaftslehre auf, das ab 2008 vorläufig ruhte. Neben seinem Studium arbeitete er von November 2005 bis Mai 2008 als studentischer Mitarbeiter für die Bundestagsabgeordnete Bruni Irber.
Nach seinem Amtsende als Landrat nahm er an der Universität Passau das Studium Governance and Public Policy – Staatswissenschaften auf.
Adam ist in vielen Vereinen seiner Heimatgemeinde Mitglied und bekleidet einige Ehrenämter.
Er lebte seit dem 1. September 2012 mit seinem langjährigen Freund in einer eingetragenen Lebenspartnerschaft, die Trennung erfolgte 2017.

## Publikationen
- Politikverflechtung im föderativen System der Bundesrepublik Deutschland vor und nach der Föderalismusreform von 2006, München 2006, GRIN-Verlag, ISBN 3-638-58190-X (E-Book), ISBN 3-638-76778-7 (Papier)
- Kampf der Kulturen? Huntingtons These in der Diskussion, München 2007, GRIN-Verlag, ISBN 3-638-67580-7 (E-Book), ISBN 3-638-67580-7 (Papier)
- Die Freiheitsbegriffe von Aristoteles und Thomas Hobbes sowie deren Bedeutung im modernen Staat, München 2007, GRIN-Verlag, ISBN 3-638-81715-6 (E-Book), ISBN 3-638-81787-3 (Papier)
- Entwicklung und Konsolidierung des Parteiensystems in der Russischen Föderation, München 2008, GRIN-Verlag, ISBN 3-638-01780-X (E-Book), ISBN 3-638-91914-5 (Papier)